# Lovely Rita
A Lovely Rita a tizedik dal a The Beatles 1967-ben megjelent Sgt. Pepper’s Lonely Hearts Club Band című albumáról. A dal szerzői John Lennon és Paul McCartney voltak. A dal egy női forgalomfelügyelőről és az énekes iránti vonzalmáról szól.
A meter-maid kifejezés a dal megjelenése előtt az Egyesült Királyságban jórészt ismeretlen, amerikai szleng egy női forgalomirányító megnevezésére. Egyes források szerint a Lovely Rita abból származik, amikor egy Meta Davies nevű női forgalmi őr parkolójegyet adott ki McCartney-nak az Abbey Road Studios előtt, a zenész pedig jó szívvel fogadta el a jegyet az asszonytól, aki ezután kedvesen viselkedett a zenésszel. Arra a kérdésre, hogy a nőt miért hívta Ritának, McCartney azt választolta: „Nos, azért hívtam Ritának, mert úgy nézett ki, mint egy Rita.”

## Közreműködött
- Paul McCartney – ének, háttérvokál, zongora, basszusgitár, fésű és selyempapír
- John Lennon – háttérvokál, vokális ütőhangszerek, akusztikus ritmusgitár, fésű és selyempapír
- George Harrison – háttérvokál, akusztikus ritmusgitár, fésű és selyempapír
- Ringo Starr – dob, fésű és selyempapír
- George Martin – zongora

## Külső hivatkozások
- A dal szövege a Beatles hivatalos honlapján Archiválva 2021. május 22-i dátummal a Wayback Machine-ben